# Гері Беттмен
Гері Брюс Беттмен (англ. Gary Bruce Bettman; нар. 2 червня 1952) — комісар Національної хокейної ліги (НХЛ) з 1 лютого 1993 року. Раніше Беттмен був старшим віце-президентом і генеральним радником Національної баскетбольної асоціації (НБА). Беттмен  випускник Корнельського університету та Школи права Нью-Йоркського університету. У 2018 році Беттмена обрали до Зали хокейної слави.
На посаді комісара НХЛ Беттмен зміг забезпечити зростання доходів ліги від 400 мільйонів доларів, коли він був прийнятий на роботу, до понад 3 мільярдів доларів у 2010–11 роках. Він також розширив НХЛ у Сполучених Штатах до 32 команд, вісім нових команд було додано на початку сезону 2021–2022 рр. У травні 2014 року «SportsBusiness Journal» і «SportsBusiness Daily» визнали Беттмена «спортивним керівником року». Беттмен має єврейське походження. У 2016 році його прийняли в Міжнародний єврейський зал спортивної слави.
В тойже час Беттмена часто критикували за спроби надати грі масової привабливості та за розширення ліги на нетрадиційні хокейні ринки, такі як «Sun Belt», за рахунок більш традиційних ринків у Канаді та Північних Сполучених Штатах. За керівництва Беттмена НХЛ тричі переривала сезони через трудові суперечки, зокрема повністю було скасовано сезон 2004–2005 років. Ці суперечки зробили його непопулярним серед багатьох уболівальників ліги.